# Christian Navarro
Christian Lee Navarro (ur. 21 sierpnia 1991 w Nowym Jorku) – amerykański aktor filmowy i telewizyjny pochodzenia portorykańskiego

## Filmografia
- 2007: Prawo i porządek: Zbrodniczy zamiar jako Paco Mendoza
- 2009: Run It jako John White
- 2013: Zaprzysiężeni jako mundurowy
- 2014: Taxi Brooklyn jako kelner Bobby
- 2014: The Affair jako	Jed
- 2015: Rosewood jako Carlos Gomez
- 2016: Vinyl jako Jorge
- 2016: The Tick jako Sidekick
- 2017–2020: Trzynaście powodów jako Tony Padilla
- 2022: Egzorcyzmy siostry Ann jako ojciec Dante